# Molly Urquhart
Molly Sinclair Urquhart (6 de enero de 1906-6 de octubre de 1977) fue una actriz escocesa.

## Primeros años
Urquhart nació en Glasgow como Mary Sinclair Urquhart. Era hija de la empleada de correos Ann McCallum y del ingeniero marítimo William Urquhart. Creció en el West End de Glasgow, donde asistió a la escuela primaria Downhill y a la escuela Church Street. Después de la escuela trabajó en una tienda y tomó el examen para trabajar para GPO.
No tenía formación formal en teatro, llegando a la profesión a través del movimiento amateur. Cuando era adolescente a fines de la década de 1920 se unió a St. George Players, un club de aficionados. En 1931 se convirtió en miembro del Tron Theatre Club en Glasgow, seguido por el Curtain Theatre de Glasgow en 1932. Adoptó el nombre de Molly Urquhart para su nombre artístico.

## Carrera profesional

### En el teatro
En 1932 se unió a la compañía Howard and Wyndham, convirtiéndose en actriz profesional. Su primer papel profesional fue en el melodrama Jeannie Deans en Theatre Royal de Glasgow en 1934. Luego pasó al teatro de repertorio en Inglaterra y Escocia, incluso se unió a la Sheldon-Browne Company en 1936 y a la compañía del Festival. Teatro de Cambridge.
Durante la Segunda Guerra Mundial creó y dirigió su propia compañía de teatro de repertorio, el Molly S. Urquhart Theatre o MSU Theatre (ahora conocido como Rutherglen Repertory Theatre) en una antigua iglesia en East Main Street en Rutherglen (Escocia) en 1939. Urquhart no solo actuó, sino que también dirigió obras de teatro y dirigió el MSU Theatre. La compañía incluía a Eileen Herlie, Gordon Jackson, Duncan Macrae y Nicholas Parsons. Su primer espectáculo fue The Wind and the Rain de Merton Hodge que se inauguró el 2 de mayo de 1939. 
En 1944, MSU Theatre cerró; Urquhart y otros miembros de la compañía se unieron al recién establecido Citizens Theatre en Glasgow. Permaneció con los Citizens hasta 1956, actuando en obras como The Forrigan Reel y The Tintock Cup de James Bridie.
En 1945 cuando The Forrigan Reel estuvo de gira, tuvo su primera actuación en Londres en el Teatro de Sadler's Wells. Se dijo que su mayor triunfo fue en el Festival de Edimburgo de 1948, donde interpretó a Dame Sensualite en la producción de Tyrone Guthrie de A Satire of the Three Estates en el Salón de Asambleas. Apareció en el West End de Londres en las obras de Eric Linklater Love in Albania en 1949 y The Mortimer Touch en 1952. En 1953 se unió al Five Past Eight Show que se basó en el Teatro Alhambra de Glasgow; el programa se desarrolló durante la década de 1950. Su interpretación de Bessie Burgess en la reposición de The Plough and the Stars en el West End en 1962 fue un éxito notable.

### Cine y television
El primer papel cinematográfico de Urquhart fue en la comedia de 1955 Geordie con Alastair Sim bajo la dirección de Fred Zinnemann. Este fue el comienzo de numerosas películas que Urquhart hizo con Zinnerman; otros incluidos como Geordie (1955), Historia de una monja (1959), The Sundowners (1960) y A Man for All Seasons (1966). También tuvo papeles en las películas Floodtide (1949), Portrait of Clare (1950) y Blonde Sinner (1956). 
Tuvo un papel en la serie de televisión de la BBC Doctor Finlay's Casebook y en la película para televisión The Little Minister en 1950. 

## Honores y legado
- Una versión dramatizada de su vida fue interpretada por Dumbarton People's Theatre.
- Helen Murdoch escribió una biografía de Urquhart titulada Travelling Hopefully: The Story of Molly Urquhart.
- Sus documentos se almacenan en las Colecciones Especiales de la Universidad de Glasgow.

## Vida personal
En agosto de 1934 se casó con William MacIntosh (1900-1959), oficial de policía. En 1949 se convirtió en el primer director del Teatro Ciudadano cuando estaba ubicado en Gorbals, la pareja tuvo un hijo, James Urquhart McIntosh, en 1943. Vivían en Ibrox (Glasgow). 
Murió en 1977 a la edad de 71 años en Glasgow. 